# Stora Bygölen
Stora Bygölen är en sjö i Motala kommun i Östergötland och ingår i Motala ströms huvudavrinningsområde. Sjöns area är 0,011 kvadratkilometer och den befinner sig 126 meter över havet.